# Isoplatoides aereifemur
Isoplatoides aereifemur is een vliesvleugelig insect uit de familie Pteromalidae. De wetenschappelijke naam is voor het eerst geldig gepubliceerd in 1928 door Girault.